# Prosopanche bonacinae
Prosopanche bonacinae là một loài thực vật có hoa trong họ Hydnoraceae. Loài này được Speg. miêu tả khoa học đầu tiên năm 1898.